# Armand Bernardini
Pour les articles homonymes, voir Bernardini.
Armand Sjoestedt-Bernardini dit Armand Bernardini (1895-1972) est un journaliste, collaborateur et doctrinaire antisémite français.

## Famille
Né le 7 mai 1895 à Neuilly-sur-Seine, il est le fils du journaliste suédois Erik Valentin Sjöstedt (1866-1929) et de l'essayiste française Léonie Bernardini. Il est le frère de l'artiste peintre Yvonne Sjoestedt (née en 1894) et de la linguiste Marie-Louise Sjoestedt-Jonval.

## Biographie
Auteur d’ouvrages antisémites et ésotériques et directeur de la Revue du siècle avec Pierre Thirion, Bernardini est, entre 1941 et 1944, journaliste à L’Ethnie française, sous-titrée « revue mensuelle de doctrine ethnoraciale et de vulgarisation scientifique » (10 numéros, mars 1941 - avril 1944) fondée par George Montandon et où écrivent aussi Gérard Mauger, Jean Héritier, Charles Laville et Georges Mauco. L’Ethnie française soutient ouvertement la politique collaborationniste du Maréchal Pétain. À la même époque, Bernardini est aussi secrétaire général de la Société des océanistes, alors préoccupée par des questions « ethno-raciales ».
En 1943, Bernardini donne des cours d’« onomastique juive »  à l'Institut d'étude des questions juives et ethno-raciales (I.E.Q.J.E.R.) qui succède à l'Institut d'étude des questions juives (I.E.Q.J.) dirigé par son confrère Georges Montandon qui donne lui-même des cours d’ethno-racisme. Le cours d’onomastique de Bernardini devait être publié chez Denoël en 1944 sous le titre Répertoire et filiation des noms juifs, avec une préface de Louis-Ferdinand Céline, lequel s'intéressait alors aux théories « ethno-raciales » dont il s'était déjà inspiré dans ses pamphlets antisémites. Le livre ne fut jamais édité, mais en revanche la préface est publiée dans la septième livraison des Cahiers Céline en 1986 et rééditée dans les Cahiers de la NRF en 2003.
À la Libération, Bernardini est arrêté à Feldkirch par les troupes françaises, près de la frontière suisse. Son procès a lieu le 27 novembre 1946 devant la Cour de justice de la Seine. Il est condamné à la dégradation nationale et à la confiscation de ses biens. Il fait appel de ce jugement et, le 6 juin 1947, il obtient une réduction de peine avant d'être amnistié le 28 février 1949, la cour le jugeant atteint de troubles mentaux.
Apparemment remis, Bernardini se retire ensuite en Touraine et publie notamment des ouvrages « révisionnistes » sur Christophe Colomb aux éditions Sept couleurs, dans une collection dirigée par Maurice Bardèche. Il finit ses jours en Belgique à Uccle, ville natale de sa femme, Henriette Crabbe. Il meurt le 18 août 1972.

## Publications
- Le Juif Marat, Paris, Éditions Études et documents, 1944.
- Contributions à l'étude des origines de Christophe Colomb, Ajaccio, Archives départementales de la Corse, 1953.
- Christophe Colomb, Paris, Sept couleurs, 1961.
- Le Grand Septenaire, Paris, Le Prieuré, 1969.